# Новокуркинское шоссе
Новоку́ркинское шоссе́ — улица в Северо-Западном административном округе Москвы, в районе Куркино, основная магистраль района.

## Происхождение названия и история
Шоссе образовано в 2001 году, названо по бывшей деревне Куркино, включённой вместе с новым посёлком Куркино-Радиополе в состав Москвы в 1985 году.
В ноябре 2020 года шоссе было продлено за счёт Проектируемого проезда № 6699 до МКАД.
По названию шоссе дано название району в Химках, примыкающему к шоссе с северо-восточной стороны — Новокуркино.
С 2019 года неоднократно высказываются предложения о строительстве развязки между Новокуркинским, Машкинским, Новосходненским, Ленинградским и Международным шоссе, для разгрузки Ленинградского шоссе и перераспределении транспортных потоков в сторону аэропорта Шереметьево.

## Описание
Состоит из двух участков, связанных между собой съездами: 
- от МКАД до Машкинского шоссе (основная трасса) — 5,1 км;

- от Куркинского шоссе до Воротынской улицы (со съездом на основную трассу) — 500 м.

Основной участок Новокуркинского шоссе начинается с развязки c внешней стороны МКАД (выезд 71/73А) и пролегает на север через Куркино до перекрёстка с Машкинским шоссе. По ходу движения на север пересекает по Новокуркинской эстакаде (без перекрёстков и развязок) Путилковское и Куркинское шоссе (есть съезд на Новокуркинское шоссе при движении на юг). После эстакады, справа примыкает съезд со стороны Куркинского шоссе (который также является частью Новокуркинского шоссе; в обратном направлении по съезду расположен съезд на Воротынскую улицу). Далее, по ходу движения, слева к шоссе примыкает Родионовская улица, а справа — Нагорное шоссе (Химки) (сквозное движение между ними отсутствует). Далее шоссе пересекает Юровскую улицу (слева) и Молодёжный проезд (Химки) (справа). Далее слева примыкает безымянный проезд, справа — Молодёжная улица (Химки), слева — Соколово-Мещерская улица, затем справа — проспект Мельникова (Химки) и съезд к ТРЦ «МЕГА» Химки. Заканчивается на перекрёстке с Машкинским шоссе напротив Химкинского кладбища.
Соединительный участок связывает Молодёжную улицу (Химки) с Воротынской, являясь продолжением Новокуркинского шоссе в сторону Новых Химок и улицы Свободы. Начинается от перекрёстка с Куркинским шоссе и улицей Строителей (Химки), и через 500 метров заканчивается, становясь Воротынской улицей под эстакадой основной трассы (имеются съезды в обе стороны).
На бо́льшем протяжении шоссе проходит по границе района Куркино и города Химки (шоссе пролегает целиком в черте Москвы). Также возле пересечения с Путилковским шоссе находится посёлок Путилково городского округа Красногорск Московской области.
На участке от МКАД до эстакады над Куркинским шоссе — по две полосы в каждую сторону, на остальных участках — по три полосы в каждую сторону. На всём протяжении расположено 11 светофоров: 8 — на основной трассе, 3 — на соединительном участке.

## Примечательные здания и сооружения
- № 1 — ТЦ «Парус»; МФЦ района Куркино.
- № 35 — ресторан «Тануки».

## Транспорт
По шоссе курсируют автобусы и маршрутные такси, связывающие район Куркино и город Химки со станциями метро, станциями пригородных поездов и соседними районами.
- Маршруты Московского транспорта (автобусы и электробусы):

1. №324: Метро «Планерная» — Юрово (до 18 января 2025 г. №212: Братцево — Юрово);
2. №357: Метро «Планерная» — Стокманн (ТЦ «Мега») (до 18 января 2025 г. №959: 4-й микрорайон Митина — Стокманн (ТЦ «Мега»));
3. №358: Метро «Речной вокзал» — Городок ЮРМА (до 18 января 2025 г. №958);
4. №359: 4-й микрорайон Митина — Городок ЮРМА (до 18 января 2025 г. №268к: Метро «Планерная» — Городок ЮРМА);
5. №362: Метро «Планерная» — Синемапарк (ТЦ «Мега») (до 18 января 2025 г. №268: Метро «Планерная» — 12-й микрорайон Куркина).

- Маршруты АО «Мострансавто» (автобусы):

1. №42: Станция МЦД Химки — Новогорск (Плотина);
2. №51: Станция МЦД Химки — Синемапарк (ТЦ «Мега»);
3. №436.: Станция МЦД Химки — Дом Правительства Московской области (по Новокуркинскому шоссе следует без остановок).

- Маршруты частных перевозчиков (маршрутные такси):

1. №873: Метро «Сходненская» — Станция МЦД Сходня;
2. №1873: Метро «Сходненская» — Микрорайон «Велтон Парк»;
3. №980: Метро «Планерная» — Синемапарк (ТЦ «Мега») (через Воротынскую улицу);
4. №981: Метро «Планерная» — Больница №119 (через село Куркино);
5. №982: Метро «Планерная» — Синемапарк (ТЦ «Мега») (по прямой).

Непосредственно по шоссе следуют только четыре маршрута — №357, №873, №982 и №1873. На МКАД следуют только два маршрута — №358 и №436..
Остановки общественного транспорта:
- Новокуркинское шоссе (№42, №51, №357, №358, №359, №362, №873, №980, №981, №982, №1873);
- 12-й микрорайон Куркина (№42, №51, №357, №358, №359, №362, №873, №980, №981, №982, №1873);
- Новокуркинское шоссе, 35 — Александро-Невский храм (№51, №357, №873, №981, №982, №1873);
- Новокуркинское шоссе, 27 (№51, №357, №873, №981, №982, №1873);
- Новокуркинское шоссе, 23 (№357, №358, №873, №982, №1873);
- Родионовская улица (№357, №358, №873, №982, №1873);
- Улица Соловьиная Роща, 8 (№357, №358, №873, №982, №1873);
- МФЦ Куркино (№42, №324, №357, №359, №362, №873, №980, №982, №1873).

Ближайшие станции метро — Планерная и Ховрино.
Ближайшие станции МЦД — Химки и Молжаниново.